# كلاي كروس
كلاي كروس (بالإنجليزية: Clay Cross) هو منافس ألعاب قوى أسترالي، ولد في 26 نوفمبر 1977.

## روابط خارجية
- كلاي كروس على موقع الاتحاد الدولي لألعاب القوى (الإنجليزية)
- كلاي كروس على موقع النتائج التاريخية لألعاب القوى الأسترالية (الإنجليزية)